# お焦げ
お焦げ（おこげ）は、食品を調理した際に火や熱で茶色や黒色に変化した部分、あるいはそうなった食品自体のことである。ただし多くの場合には米を炊飯する際にできるものを指す。焦げという場合には、食品以外の紙、布、板などが、火や熱によって褐色、茶色、黒色に変化した部分を指す。

## 炊飯の際のお焦げ
かつてかまどで炊飯していた頃には、薪や炭での火力の調節は難しく、鍋底にご飯が焦げ付くこともままあった。完全に炭化するまで焦げた場合、ご飯全体に臭いが付くこともあるため好ましくないが、鍋底がやや褐色になった程度のわずかに焦げた状態のものは、香ばしく味わいがある。
懐石では最後に客が各自が使った飯茶碗を洗うために、お焦げを湯でふやかして作った湯桶で湯漬けを作って食べる、という作法がある。かつての朝鮮半島では、飯を炊いた直後のお焦げがついた釜で沸かした湯「スンニュン」を、食後の口直しとして飲んだ。
また、米を中心とするマダガスカル料理では、炊飯後の鍋のお焦げに水を入れて沸かしたお焦げ湯が「黄金の湯」などと呼ばれて飲用に供され、マダガスカル国内で最も一般的な飲料となっている。
21世紀現在の日本では自動炊飯器が普及しているが、火力調節が容易なこともあって、お焦げが出ることは少ない。しかしあえてお焦げを作るため土鍋などを使って炊飯する場合もあり、IH式のものなどでお焦げを作る機能を備えた炊飯器もある。

## タフ・ディーグ（イラン）

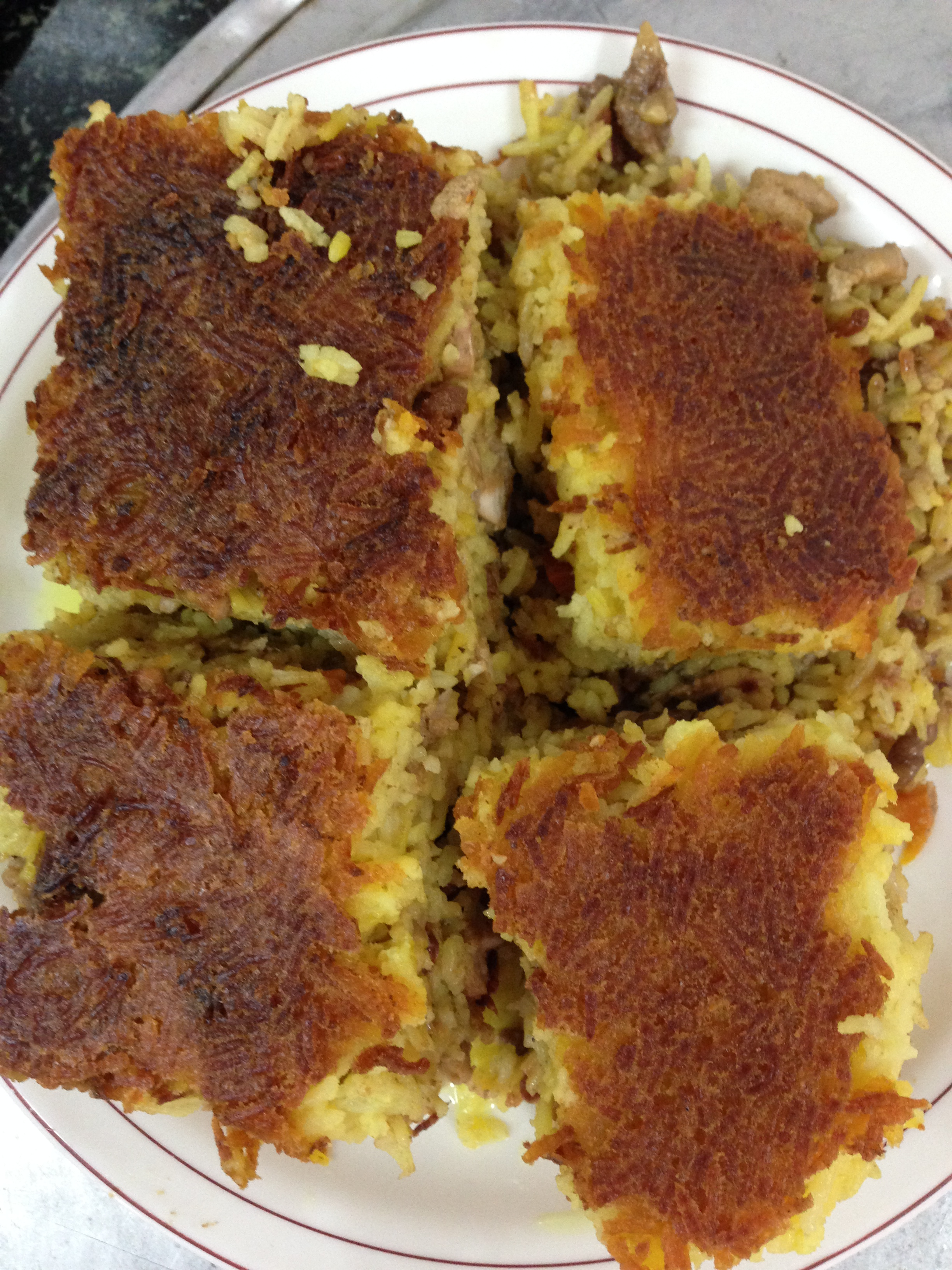
イランのタフ・ディーグ

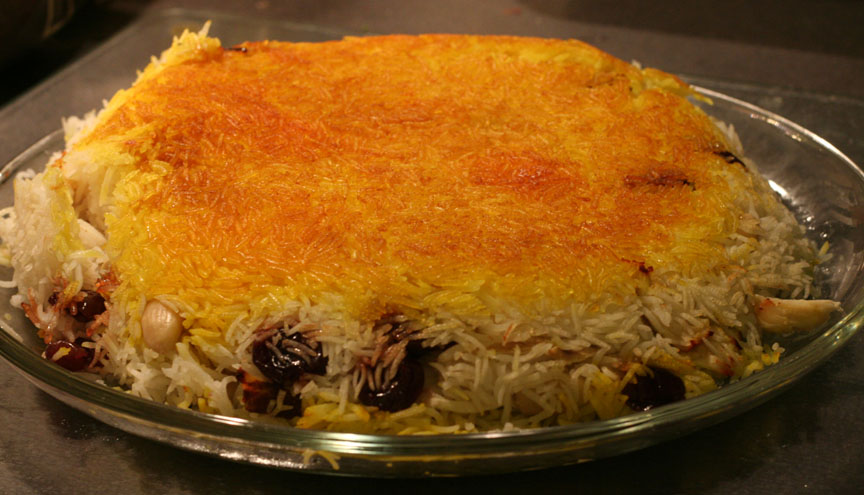
チェリーライスに添えられたタフ・ディーグ

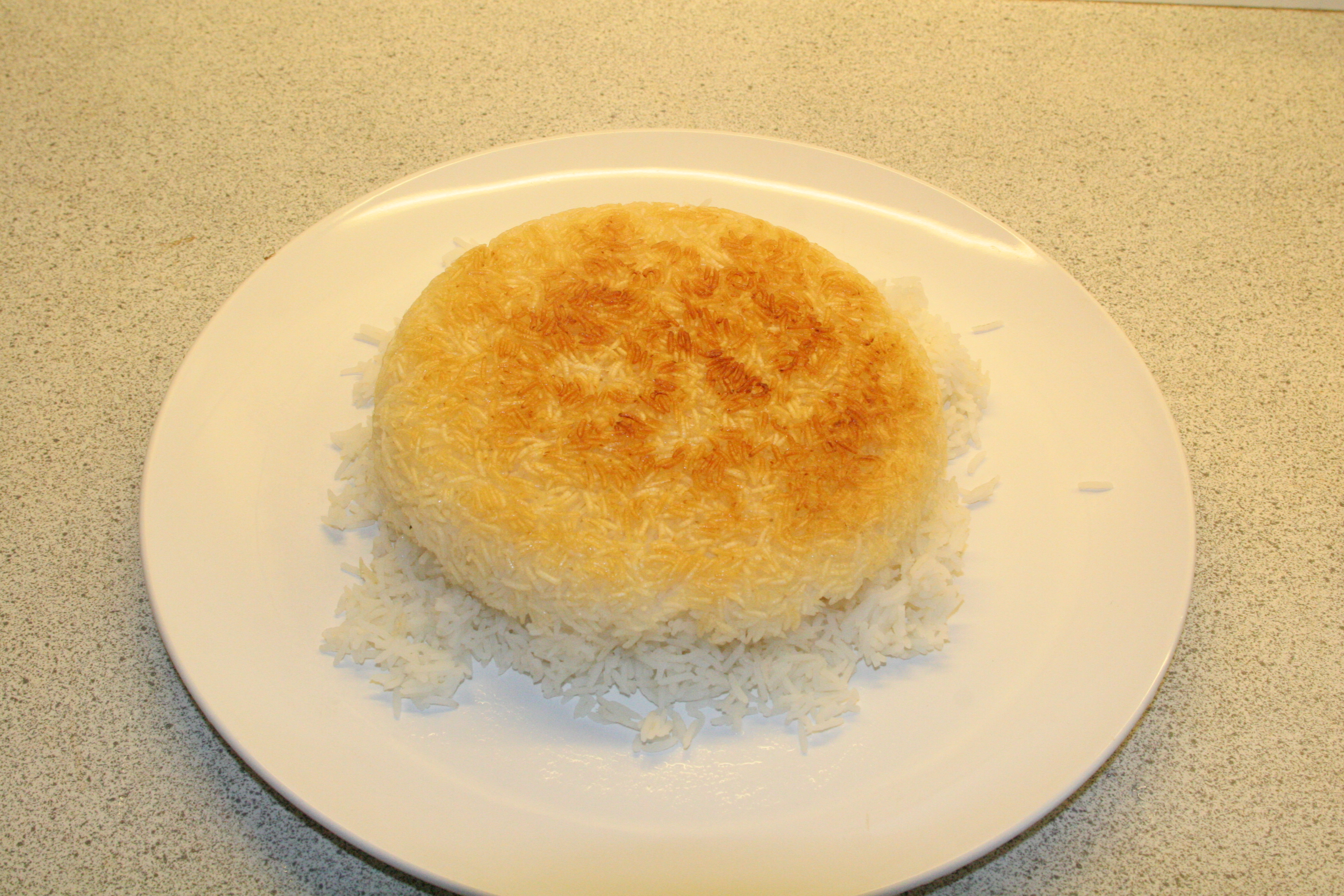
タフ・ディーグ

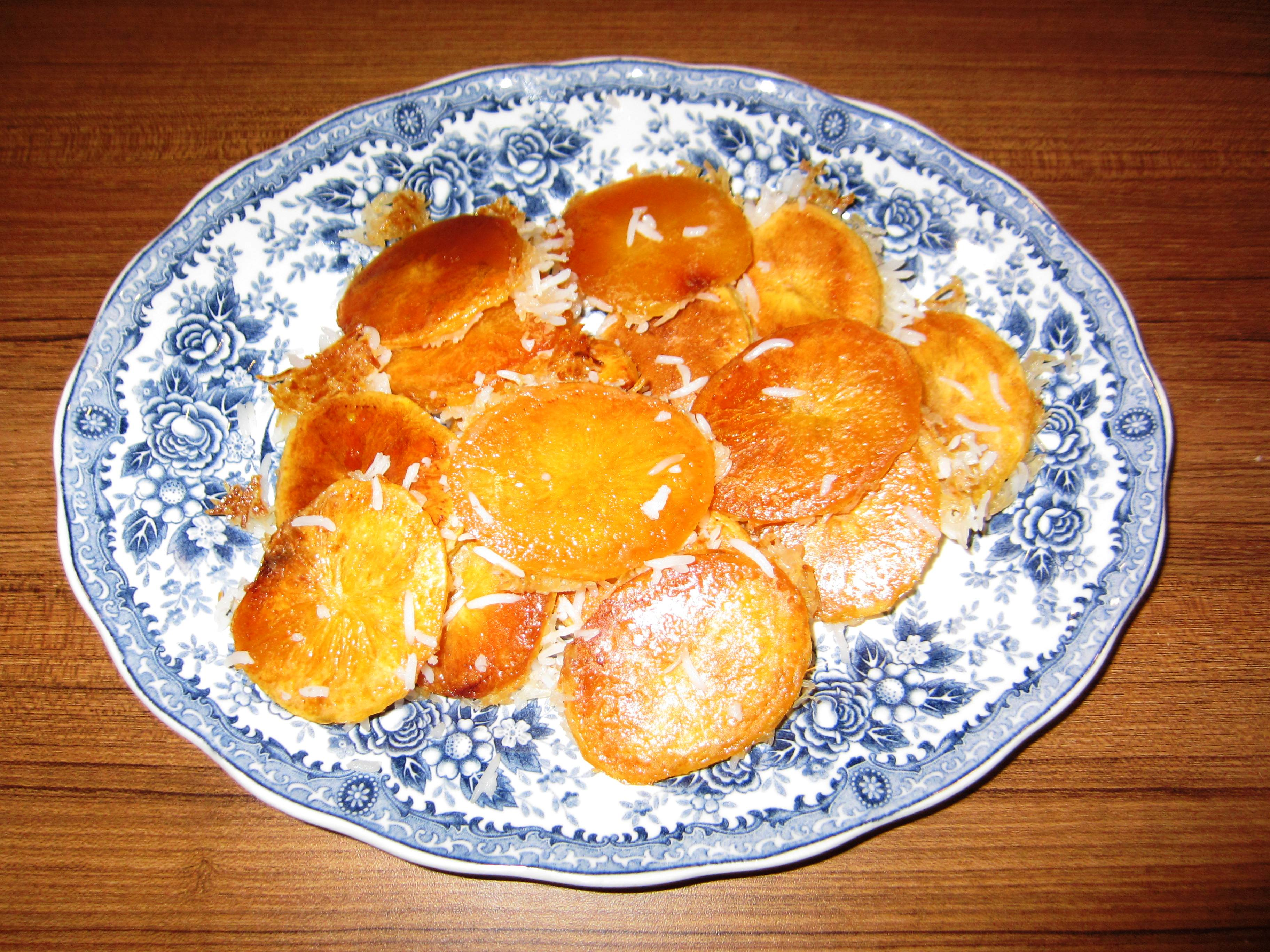
じゃがいもを使ったタフ・ディーグ

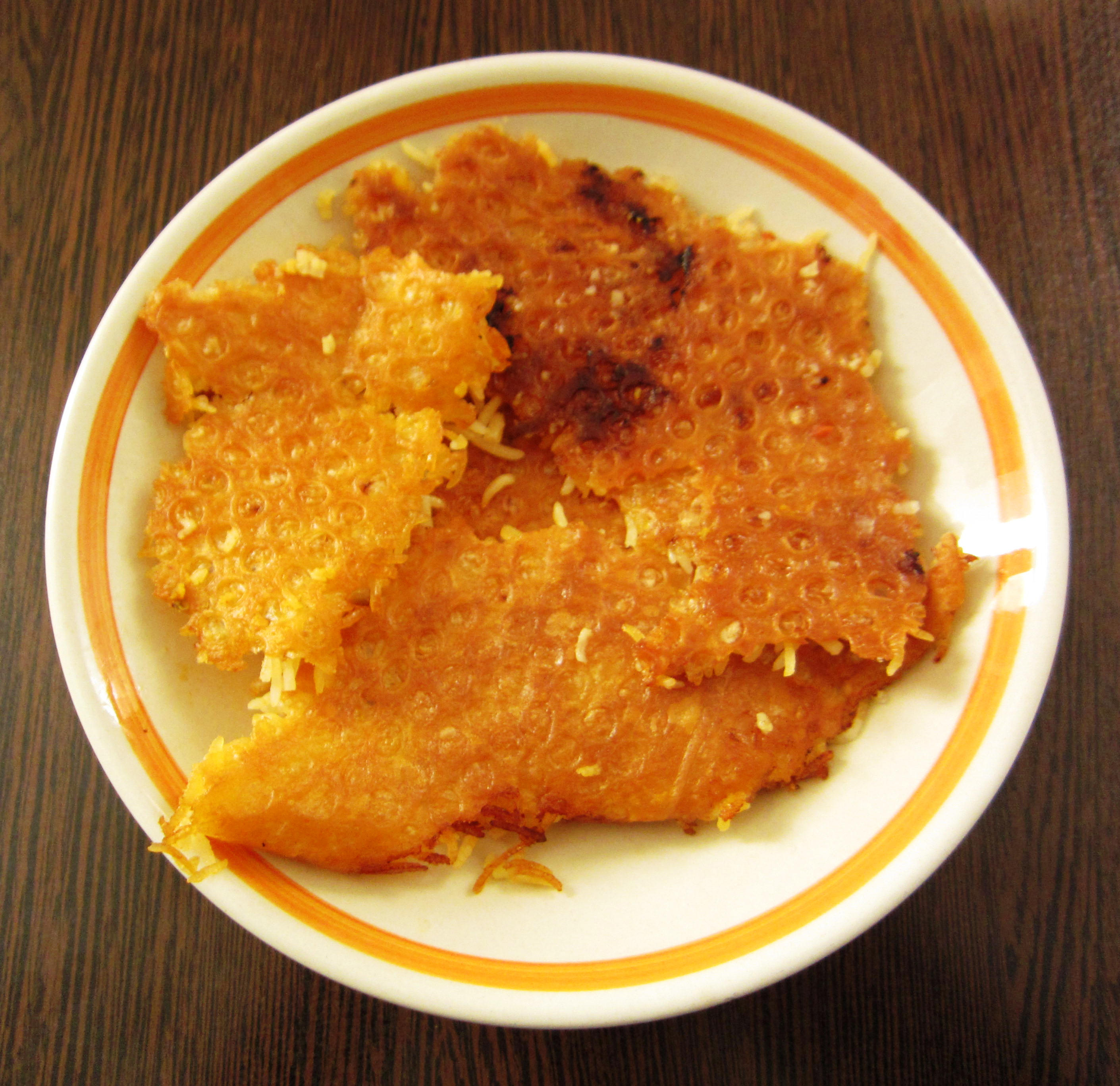
ナンを使ったタフ・ディーグ

イランでは、お焦げは「タフ・ディーグ（ペルシア語: ته دیگ、「鍋の底」の意）」とよばれ重視される。イラン料理におけるタフ・ディーグは白米（チェロウ）を調理する際に鍋の底にできたお焦げの部分で、伝統的に客人をもてなすための料理として供される。
チェロウを炊き上げる際には米を半煮えの状態になるまで茹でて一旦取り出し、煮汁は捨てる。。鍋を洗って底に油を入れて熱する。（ここで、場合によっては薄いナーンやジャガイモなどを敷く。）その上に半煮えの米を載せ、水を入れ、鍋を熱して水を沸騰させてから弱火にして炊き上げると、チェロウとタフ・ディーグができあがる。底に敷くものとしては、ヨーグルトとサフラン、薄いナーン、薄切りのジャガイモなどのバリエーションも存在する。底に羊の油を敷くこともある。
鍋の底に食材を敷いて焦がすタフ・ディーグの調理法はスパゲッティにも応用されている。

## 鍋巴
中華料理、特に四川料理には鍋巴（グオパー、あるいは「中華おこげ」）(en)という料理がある。本来は鍋から掻き取ったお焦げをそのまま使っていた料理で、現代では米飯を乾燥させたものを使用している。揚げた鍋巴にニンジン、白菜、ピーマンなどの野菜や、海老、豚肉などの入ったあんをかけ、溶けて柔らかくなる前のサクサクとした歯ごたえと香ばしさを味わいつつ賞味する。とりわけあんをかける瞬間がこの料理の醍醐味であり、派手な音と立ち上る香りをアピールするため、料理店では客の目の前の卓上でパフォーマンスとして見せるのが定番である。
鍋巴を乾燥させる方法は食材として市販されているものは天日で長時間乾燥させたものだが、家庭において米飯を薄く平らに広げたものをフライパンや電子レンジなどで乾燥させることでも代用できる。
中国において宋の時代、南京の寺院において粥を作る当番だった小坊主が居眠りをしていて焦がしたことがきっかけになったとされている。

## ヒッカーカ（イラク）
イラク料理での米の調理はイラン料理のチェロウの調理法と共通しており、やわらかい米粒を炊き上げるために多くの手順を踏んでいる。イラク料理の米の調理法における特徴の1つに、鍋の底に生じるお焦げのヒッカーカ（حِكَّاكَة, ḥikkāka）がある。料理を供する直前にヒッカーカは細かく砕かれ、軟らかい白米とともに振る舞われる。